# Wandelroute GR4
De GR4 (Frans: "Le sentier de grande randonnée 4" (grote routepad nr.4)) is een langeafstands-wandelpad, dat begint vanuit het Franse Royan (Charente-Maritime) en eindigt in het Franse Grasse (Alpes-Maritimes). Op deze wijze verbindt de GR4 de Atlantische kust met de Provence. De GR4 doorkruist 13 departementen: Charente-Maritime, Charente, Dordogne, Haute-Vienne, Creuse, Puy-de-Dôme, Cantal, Lozère, Ardèche, Gard, Vaucluse, Alpes-de-Haute-Provence en Alpes-Maritimes. De route loopt, in zeer grote lijnen, als in de routetabel aangegeven.

## Afbeeldingen

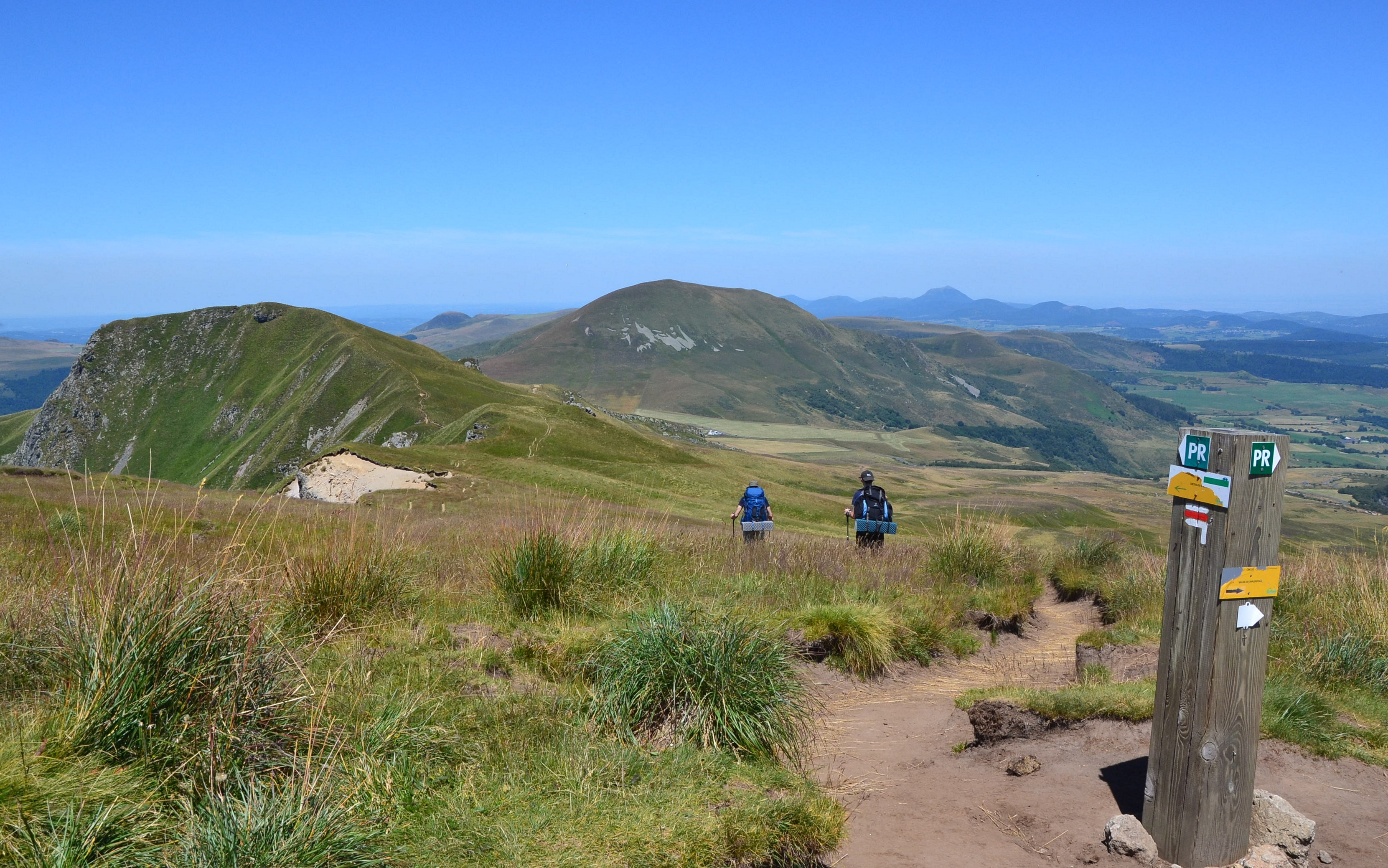
Bij de Puy de Sancy
Panorama vanaf de GR4 nabij de Puy de Sancy
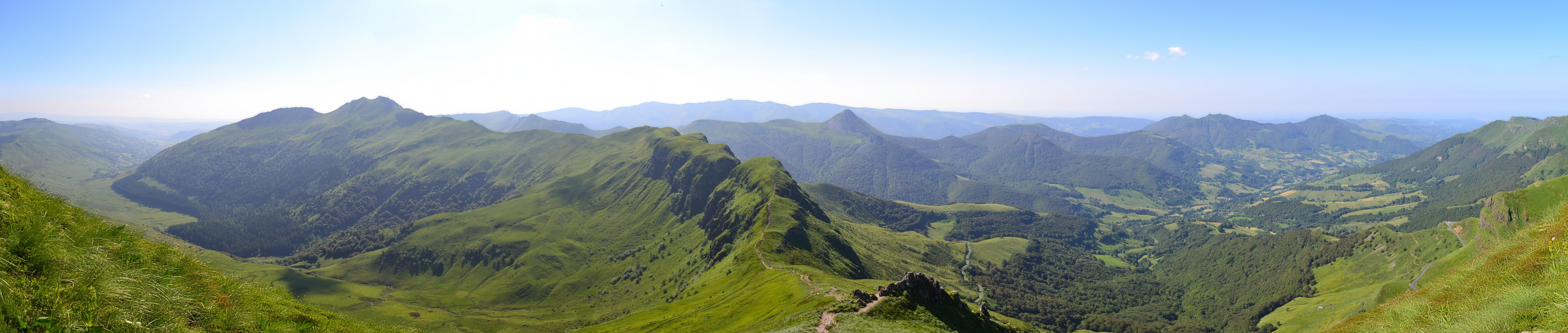
Bij de Puy Mary, gezicht op Brèche de Rolland en Puy Griou
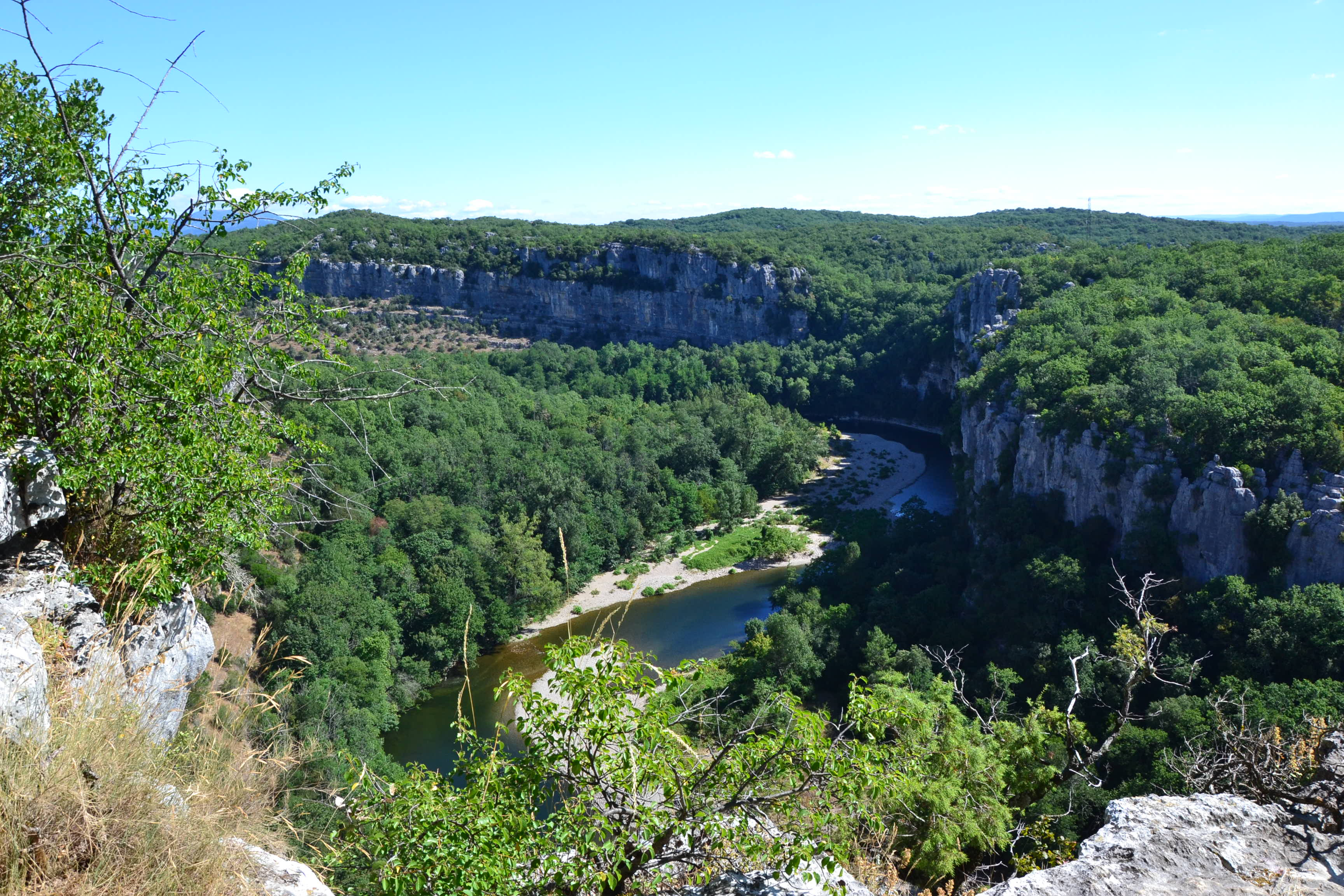
Bij de Gorges du Chassezac
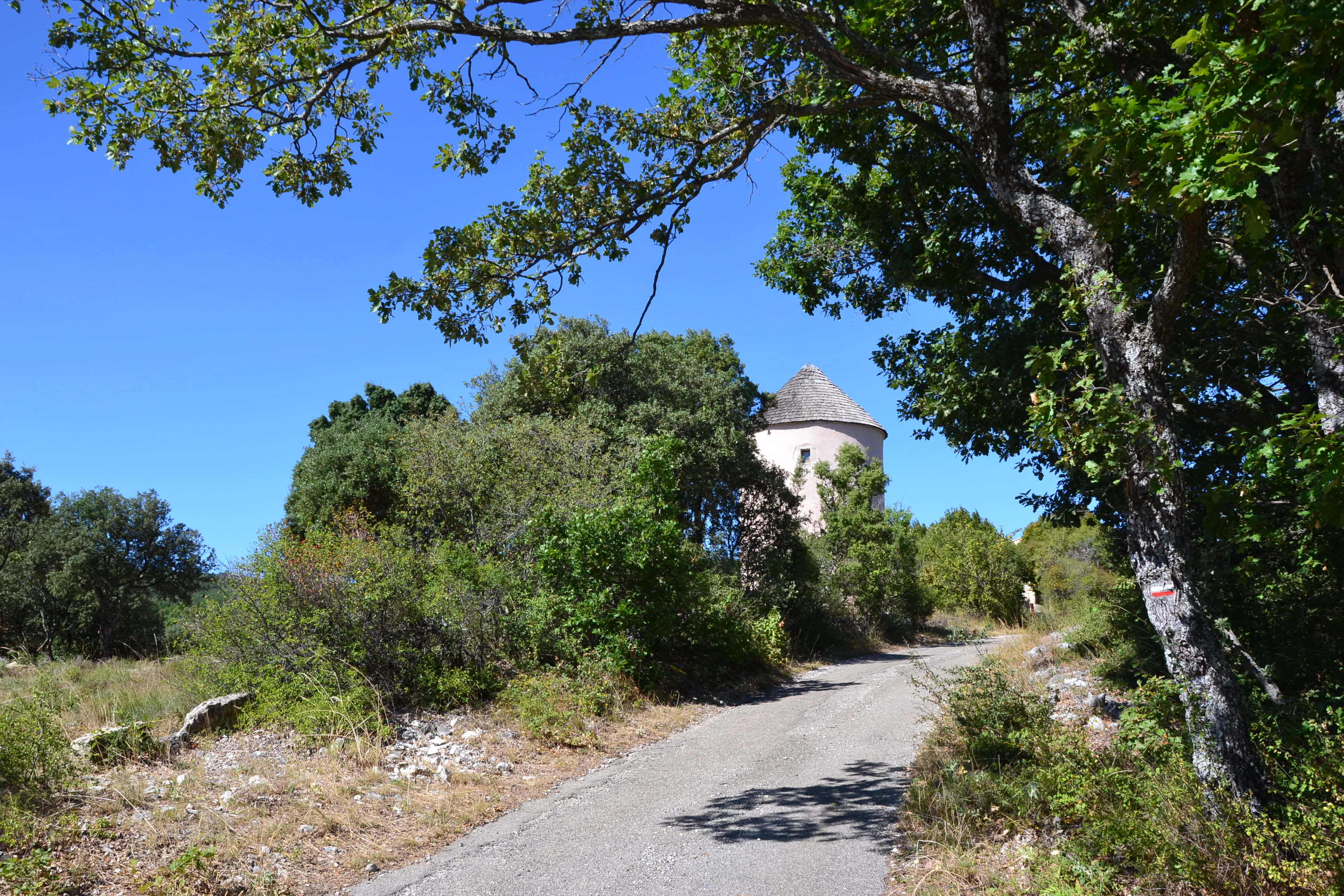
Bij Simiane-la-Rotonde